# Francavilla Marittima
Francavilla   Marittima község (comune) Olaszország Calabria régiójában, Cosenza megyében.

## Fekvése
A megye északi részén fekszik. Határai: Cassano all’Ionio, Cerchiara di Calabria, Civita és Villapiana.

## Története
A települést az 1500-as években alapította Bisignano hercege. A hagyományok szerint az ókori Lagaria város helyén épült fel, amelyet a trójai háborúból menekülő katonák alapítottak. Az ókori városról Sztrabón és idősebb Plinius is említést tett. A régészeti feltárások során pre-hellén templom romjai kerültek felszínre. A 19. század elején vált önálló községgé, amikor a Nápolyi Királyságban felszámolták a feudalizmust.

## Népessége
A népesség számának alakulása:

## Főbb látnivalói
- Madonna del Carmine-templom
- Madonna degli Infermi-templom
- Sant’Emiddio-kápolna
- Santa Lucia-kápolna